# Olympus OM-D E-M10 III
Die Olympus OM-D E-M10 Mark III ist eine spiegellose Systemkamera des Herstellers Olympus für das Micro-Four-Thirds-System. Sie ist das Nachfolgemodell der OM-D E-M10 Mark II und seit September 2017 im europäischen Handel erhältlich. Die Kamera richtet sich mit einem neuen Bedienkonzept  vor allem an Einsteiger, die bisher mit einem Smartphone fotografiert haben. Im August 2020 erschien das Nachfolgemodell Olympus OM-D E-M10 IV.

## Neuerungen
Die auffälligste Neuerung der OM-D E-M10 Mark III ist das neue Bedienkonzept. Die Touch-Bedienung auf dem Display wurde gegenüber der OM-D E-M10 Mark II deutlich erweitert: Nach Auswahl eines Aufnahmemodus mit dem Moduswahlrad auf der Oberseite des Gehäuses und Betätigen der sogenannten Schnellwahltaste erscheint ein Menü mit Piktogrammen zum Aufruf von Schiebereglern. Auf diese Weise können Farbtemperatur, Farbsättigung, Helligkeit oder Tiefenschärfe eingestellt werden. Dabei visualisiert die Kamera die zu erwartende Wirkung der Einstellung in Echtzeit auf dem Live-Display. Der unerfahrene Nutzer kann damit bereits vor dem Auslösen die Bildwirkung beurteilen. Diese Funktion wird kritisiert, weil dadurch mangelndes fotografisches Hintergrundwissen lediglich kompensiert wird, ohne einen Lerneffekt zu erreichen.
Das Gehäuse wurde gegenüber dem Vorgänger leicht verändert. Die Abmessungen blieben dabei nahezu gleich, das Gewicht stieg um 20 g. Die OM-D E-M10 Mark III enthält den TruePic-VIII Bildprozessor, der auch in der OM-D E-M1 Mark II enthalten ist. Die Anzahl der Fokusmesspunkte erhöhte sich von 81 auf 121, die Serienbildrate stieg marginal von 8,5 auf 8,6 Bilder pro Sekunde. Videoaufnahmen sind nun auch in 4K-Auflösung bei 30 Bildern pro Sekunde möglich.

## Auszeichnungen
Die Olympus OM-D E-M10 Mark III war Sieger des iF Design Award 2018.